# Codex Sinopensis
De Codex Sinopensis (Gregory-Aland no. O of 023, von Soden ε 21) is een handschrift van het evangelie van Matteüs. Het dateert uit de 6e eeuw.

## Beschrijving
De gehele Codex Sinopensis bestaat uit 44 bladen (30 x 25 cm). De Codex is geschreven op paars geverfd perkament.
De tekst is geschreven in twee kolommen van 24 regels per pagina, in zilveren en gouden unciaalletters.
De Codex bevat teksten van het Evangelie volgens Matteüs, maar vele delen ontbreken.
Inhoud
Matteüs 7:7-22; 11:5-12; 13:7-47; 13:54-14:4,13-20; 15:11-16:18; 17:2-24; 18:4-30; 19:3-10,17-25; 20:9-21:5; 21:12-22:7,15-14; 22:32-23:35; 24:3-12.
Burnett Hillman Streeter noemt het een tertiaire getuige van het Caesareaanse teksttype. Deze opinie werd ondersteund door Bruce Metzger.
Kurt Aland plaatste de codex in categorie V, wat inhoudt dat hij het als een exemplaar van de Byzantijnse tekst zag.
Geschiedenis
De codex werd in 1899 door een Franse officier ontdekt in Sinope (vandaar de naam). De tekst werd gepubliceerd door Henri Omont in 1901.
43 bladen van het handschrift bevinden zich in de Bibliothèque nationale de France (Supplement Grec. 1286).